# Gram positif
 (janvier 2022).
Si vous disposez d'ouvrages ou d'articles de référence ou si vous connaissez des sites web de qualité traitant du thème abordé ici, merci de compléter l'article en donnant les références utiles à sa vérifiabilité et en les liant à la section « Notes et références ».

Les bactéries à Gram positif sont mises en évidence par une technique de coloration appelée coloration de Gram. Cette technique de coloration, qui permet de classifier les bactéries dans deux catégories générales, repose sur les caractéristiques membranaires et de paroi de la bactérie. Les bactéries à Gram positif apparaissent alors mauves au microscope. La coloration au Gram est un facteur déterminant dans la taxonomie (classification) bactérienne.

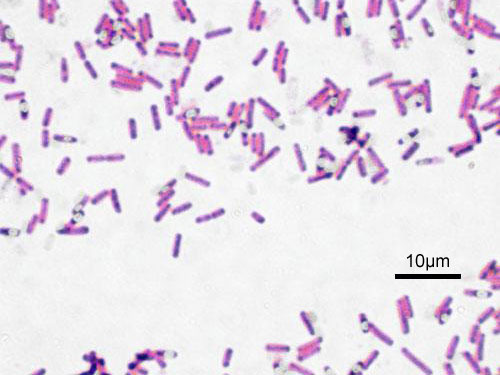
Des bactéries Gram + (Bacillus subtillis).

## Principe de coloration des Gram positif
Après fixation des bactéries sur une lame (deux méthodes possibles, par fixation à l'éthanol à 90° ou par passage de la lame dans la flamme) :
- la lame est plongée dans un premier colorant, le violet de gentiane (ou un produit proche, le cristal violet). Le violet de gentiane est un colorant puissant (mais toxique et cancérigène). Il traverse les parois et les membranes des bactéries et se fixe dans leur cytoplasme. Ainsi, à cette étape, toutes les cellules sont colorées en violet ;
- la lame est ensuite traitée au lugol iodo-ioduré en solution qui sert de mordant. Le lugol renforce le violet de gentiane contenu dans le cytoplasme des bactéries ;
- on chasse ensuite le violet avec une solution d'éthanol, qui détermine quelles bactéries sont à Gram négatif ou à Gram positif. Le principe est le suivant : les bactéries à Gram positif possèdent une paroi riche en peptidoglycane, composant qui empêche l'alcool d'emporter le violet de gentiane, qui reste donc dans le cytoplasme : la bactérie n'est pas décolorée (pour plus d'information, voir ci-dessous la section Caractéristiques des bactéries Gram-positif) ;
- la lame est rincée puis plongée brièvement dans un deuxième colorant, la fuchsine. Les bactéries colorées en violet sont dites « Gram pos » et celles colorées en rose « Gram neg » ;
- la lame est ensuite récupérée, rincée et séchée, puis observée au microscope optique, généralement à l'objectif x100 + huile à immersion. Les bactéries à Gram positif apparaissent en violet. L'observation des couleurs est généralement accompagnée de descriptions structurelles (exemple : bacille ou coque).

## Caractéristiques des bactéries Gram positif

### Description de l'enveloppe

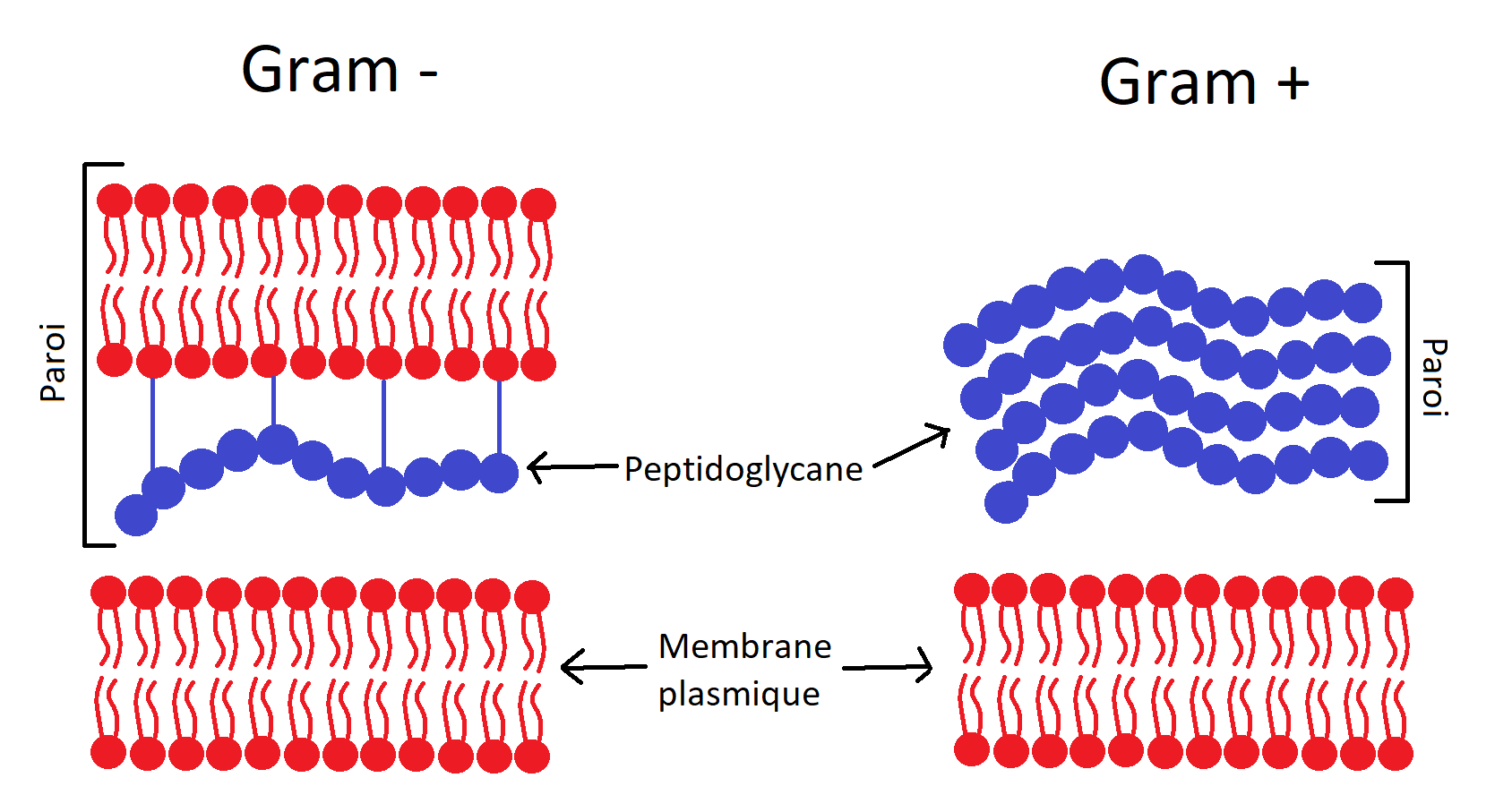
Comparaison des parois des bactéries Gram - et Gram+

Les bactéries Gram positif ont (sauf exception) une structure unimembranée qui s'organise en trois grandes parties (de l'extérieur vers l'intérieur) :
- la couche de peptidoglycane composant la paroi cellulaire ;
- l'espace périplasmique ;
- la membrane plasmique.

La couche de peptidoglycane des bactéries à Gram positif est très épaisse contrairement à celle des bactéries à Gram négatif. Sa composition varie très légèrement en fonction du genre, voire de l’espèce, de la bactérie concernée. Elle est principalement formée de plusieurs couches de polymère de N-acétyl-glucosamine (NAG) et d'acide N-acétylmuramique (NAM) en série alternée. Le peptidoglycane des Gram positif est traversé latéralement par de grandes chaînes polymériques qui le relie à la membrane plasmique : les acides lipotéichoïques. D’autres chaînes, telles les acides téichoïques, sont contenues dans le peptidoglycane et assurent sa stabilité.
L'espace périplasmique, beaucoup plus étroit que chez les Gram négatif, est un espace de stockage d'enzymes, de nutriments, de protéines, d’ions... Il a beaucoup d'autres fonctions notamment dans certaines étapes de la synthèse de protéine et dans le métabolisme. Il se situe entre la couche de peptidoglycane et la membrane plasmique.
La membrane possède des protéines poreuses aboutissant dans l'espace périplasmique (synthèse de protéine). La membrane plasmique contient de nombreux autres complexes protéiques d'une importance vitale pour la bactérie (comme l'ATP synthase) qui ont des rôles prépondérants dans le métabolisme bactérien.

### Description des souches
Les bactéries Gram positif sont pour la plupart des germes non exigeants, c'est-à-dire qu'ils se cultivent facilement dans les milieux de base. La plupart des coques sont des Gram positif mais de nombreux bacilles sont aussi des Gram positif.

### Exceptions
Malgré l'absence de paroi de peptidoglycane, les mycoplasmes appartiennent au groupe des Gram+. Ce groupe bactérien sera par conséquent coloré comme les Gram-.

## Exemples de bactéries Gram positif
- Genre Staphylococcus
- Genre Micrococcus
- Genre Lactococcus
- Genre Lactobacillus
- Genre Clostridium
- Genre Bacillus
- Genre Streptococcus
- Genre Enterococcus
- Genre Listeria

La discrimination entre les bactéries à Gram positif se fait par la recherche de la catalase.

## Recherche de la catalase

### Réalisation
Sur une lame microscopique propre, déposer une goutte d'eau oxygénée (ou peroxyde d'hydrogène H2O2).
Prélever sur un milieu gélosé, la colonie à tester au moyen d'une pipette Pasteur stérile ou d'un ensemenceur métallique (attention le fer peut donner aussi une catalase positive) et déposer la colonie dans la goutte.

### Observations et conclusions
Si on observe un dégagement gazeux (dioxygène), on dit que le résultat est positif, la souche est catalase +.
Si on n'observe aucun dégagement gazeux, on dit que le résultat est négatif, la souche est catalase -.